# Kikumaro Yamashina
Le prince Kikumaro Yamashina (山階宮 菊麿王, Yamashina-no-miya Kikumaro-ō), né le 3 juillet 1873 à Kyoto - décédé le 2 mai 1908 à Tokyo, est le deuxième chef de la maison Yamashina-no-miya, branche collatérale de la famille impériale du Japon.

## Jeunesse
Le prince Kikumaro Yamashina est le fils du prince Yamashina Akira. Sa mère est une concubine, Nakajo Chieko, mais comme le prince n'a pas d'enfants avec son épouse officielle, la princesse Katsura Sumiko (demi-sœur de l'empereur Kōmei), Kikumaro est adopté comme héritier officiel.
Cependant, il est adopté en 1860 par le prince Nashimoto Moriosa pour prolonger la lignée Nashimoto. Cependant, à la suite de la mort du prince Moriosa, la lignée Nashimoto passe au prince Kuni Morimasa et le prince Kikumaro est en mesure de revenir comme héritier de la lignée Yamashina. Le 2 février 1898, il succède à son père comme deuxième chef de la maison Yamashina-no-miya.

## Carrière militaire
Le prince fréquente l'Académie navale impériale du Japon et reçoit une commission en tant que sous-lieutenant en 1894. Il effectue son service de cadet sur le croiseur Iwate suivi d'un tour de service à bord du croiseur Yakumo à partir de 1902. Il participe aux combats de la guerre russo-japonaise de 1904-1905 et est décoré de l'ordre du Milan d'or (4e classe). En 1905, il est promu au rang de capitaine. Il entre à l'École navale impériale en janvier 1908 mais meurt soudainement quatre mois plus tard à l'âge de 34 ans.

## Mariage et famille
Le 14 septembre 1895, le prince Yamashina Kikumaro épouse Kujo Noriko (4 décembre 1878 – 11 novembre 1901), une des filles du prince Kujō Michitaka. Le couple a deux fils et une fille :
1. Prince Takehiko Yamashina (13 février 1898 - 10 août 1987)
2. Marquis Yoshimaro Yamashina (5 juillet 1900 – 28 janvier 1989)
3. Princesse Yasuko Yamashina (31 octobre 1901　－ 29 décembre 1974)

Le 2 février 1902, le prince Yamashina devenu veuf épouse Shimazu Hisako (7 février 1874 –  26 février 1938), fille du prince Shimazu Tadayoshi. Le couple a trois fils :
1. Marquis Fujimaro Tsukuba (7 février 1905 – 20 mars 1978)
2. Comte Hagimaro Kashima ( 21 avril 1906 – 26 août 1932)
3. Comte Shigemaro Katsuragi (29 avril 1908 – 10 janvier 1947)

## Galerie

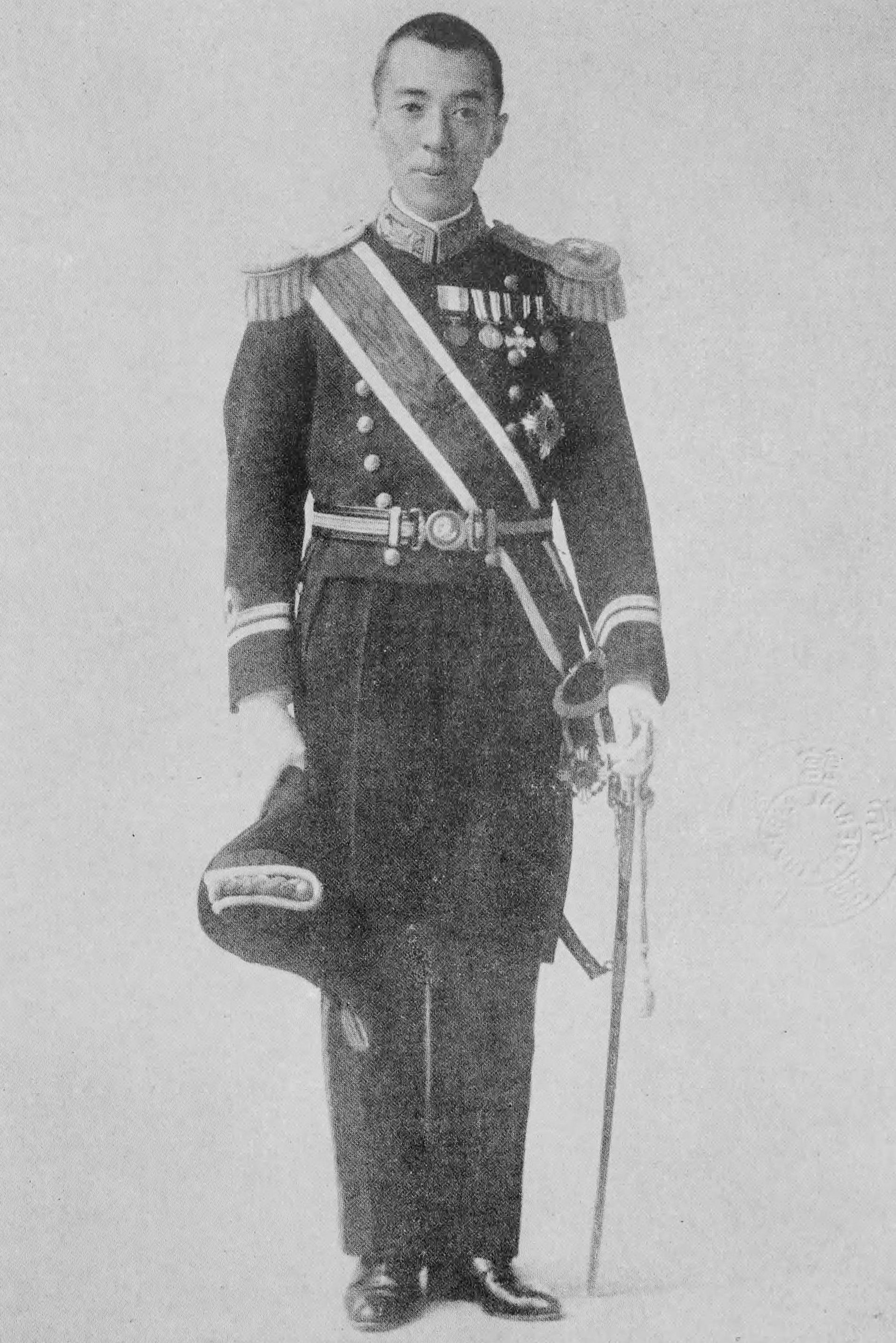
SAI Takehiko Yamashina, fils ainé et héritier
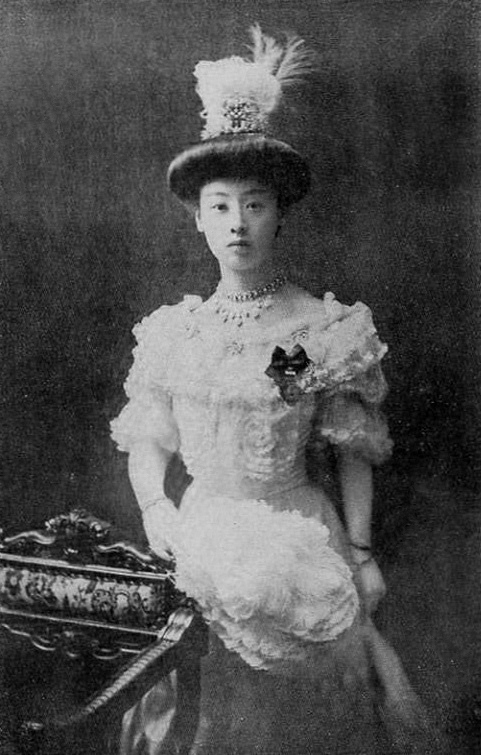
SAI Hisako Yamashina, seconde épouse
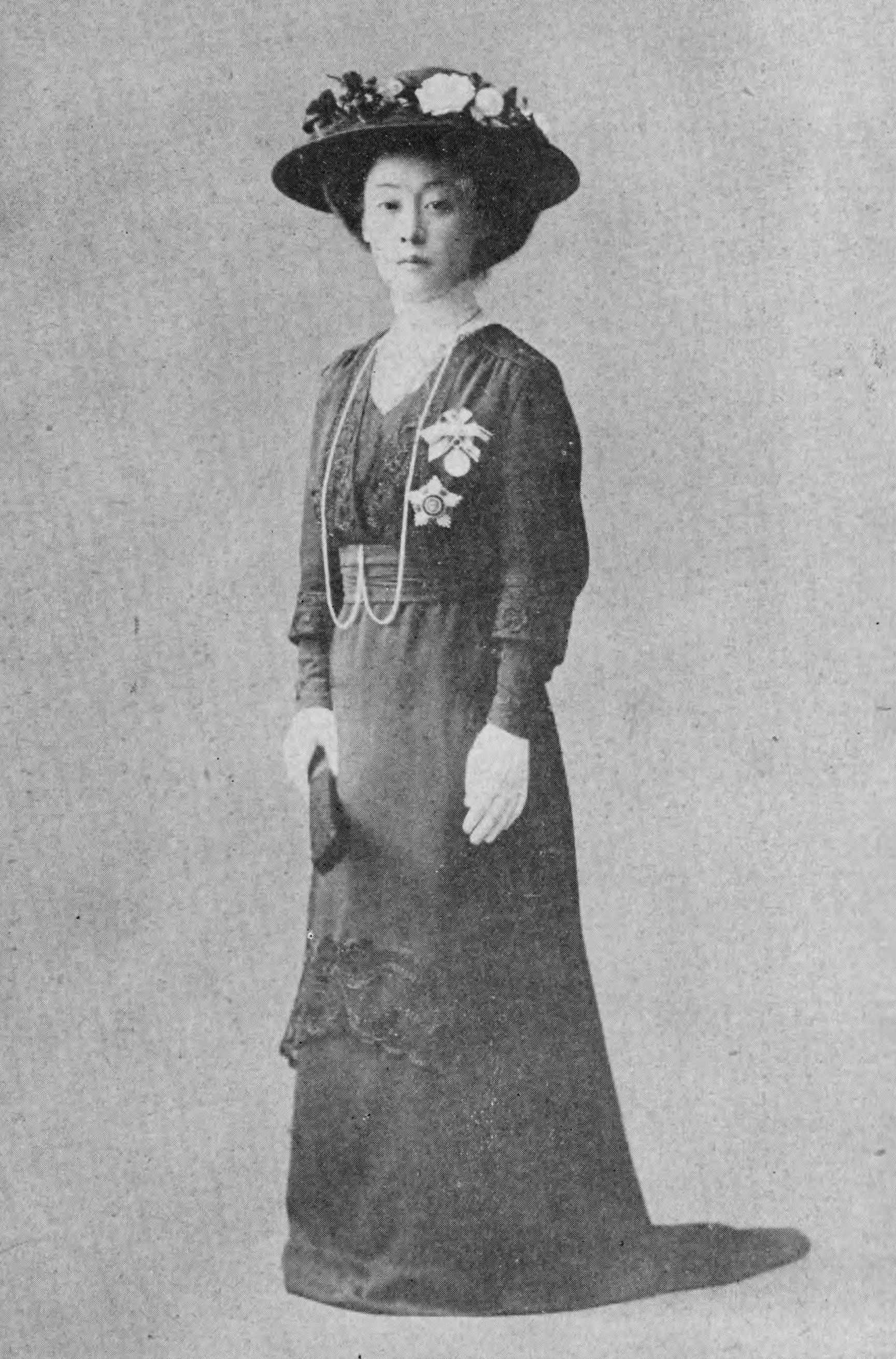
SAI Hisako Yamashina, autre photo
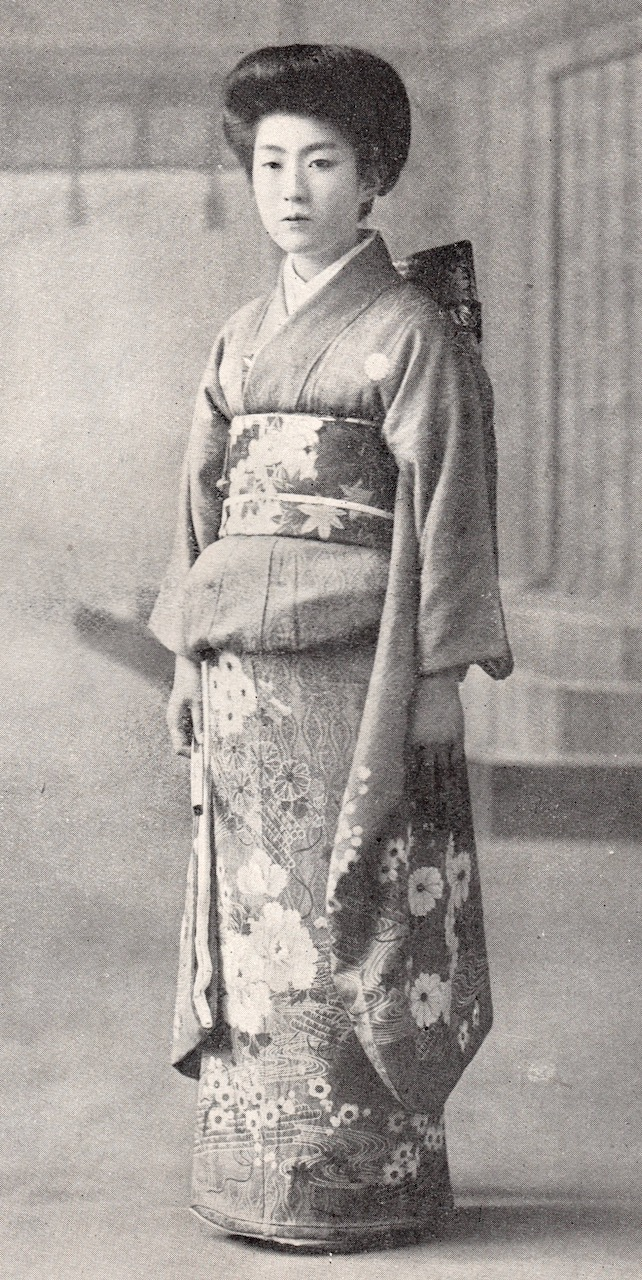
SAI Yasuko Yamashina, fille avec sa première épouse

## Source de la traduction
- (en) Cet article est partiellement ou en totalité issu de l’article de Wikipédia en anglais intitulé « Prince Yamashina Kikumaro » (voir la liste des auteurs).